# Postgebäude Otterndorf

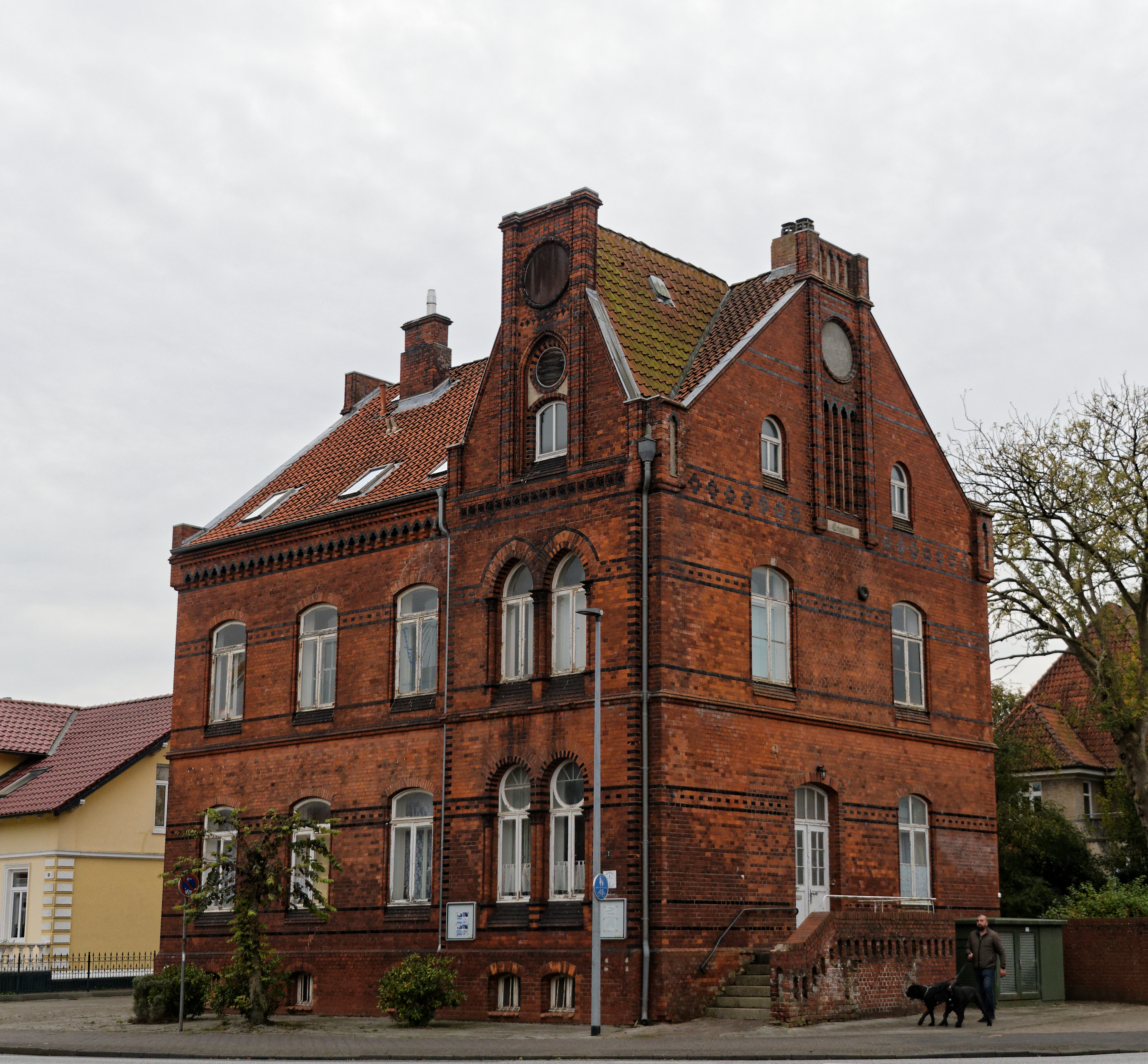
Postgebäude in der Cuxhavener Straße

Das ehemalige Postgebäude Otterndorf in der niedersächsischen Samtgemeinde Land Hadeln, Gemeinde Otterndorf, Bahnhofstraße 2, im Landkreis Cuxhaven, stammt aus der zweiten Hälfte des 19. Jahrhunderts. Aktuell (2024) wird es als soziale Einrichtung mit u. a. Fahrradwerkstatt genutzt.
Das Gebäude steht unter Denkmalschutz (siehe auch Liste der Baudenkmale in Otterndorf).

## Geschichte und Beschreibung
Otterndorf war der Hauptort des Landes Hadeln. 1400 erhielt es von Herzog Erich von Sachsen-Lauenburg das Stadtrecht. Am Ende des 19. Jahrhunderts fand eine Süderweiterung des Zentrums mit bedeutsamen Gebäuden statt. Mit markanter Position an der Einmündung der Bahnhofstraße in die Cuxhavener Straße entstand das Postgebäude, das gestalterisch dem gegenüberliegenden Schulgebäude von 1890 ähnelt.
Das zweigeschossige giebelständige historisierende Eckgebäude in Backstein, mit ziegelgedecktem Satteldach wurde 1891 gebaut. Das nördliche Giebelrisalit in der Ostfassade hat einen Staffelgiebel und eine spitzbogige Blendnische, vergleichbar in beiden Giebelspitzen an Nord- und Südseite. Heute soll es als Shalomhaus Otterndorf saniert und eingerichtet werden, um Menschen unabhängig von sozialer, religiöser, ethnischer und politischer Herkunft als Unterkunft und Zentrum zu dienen.
Das Landesdenkmalamt befand u. a.: „… Backsteinsichtige Fassaden, neugotische spitzbogige Blenden und der Fassadenschmuck aus glasierten Ziegeln bestimmen das Erscheinungsbild.“
Das denkmalgeschützte Ensemble um Cuxhavener Straße und Bahnhofsstraße umfasst die Gebäude Post, Schule + Turnhalle, Wohnhäuser, Villa und eine Bank.
In Otterndorf gibt es aktuell (2024) eine Postagentur in der Herzog-Erich-Straße 2.